# Steeple, Dorset
Steeple är en by i civil parish Steeple with Tyneham, i kommunen Dorset, i Storbritannien. Den ligger i grevskapet Dorset och riksdelen England, i den södra delen av landet, 170 km sydväst om huvudstaden London. Steeple var en civil parish fram till 2014 när blev den en del av Steeple with Tyneham. Civil parish hade 94 invånare år 2001. Byn nämndes i Domedagsboken (Domesday Book) år 1086, och kallades då Stiple.